# František Roscher
František Roscher, též František Rudolf Roscher, Franz Xaver Röscher či Rošer (4. února 1808 Praha – 4. června 1869 Praha), byl český malíř, kreslíř a restaurátor.

## Život
Narodil se v rodině obchodníka s plátnem Františka (Franze) Roschera a jeho manželky Terezie, rozené Rudolphové, . Kresbě se vyučil u F. K. Wolfa. Vystudoval malířství. Často dodával figurální či portrétní kresby do litografického závodu Františka Šíra v Praze. V české ročence na rok 1846 inzeruje, že je portrétista a restaurátor obrazů.
Rodina Františka Roschera se často stěhovala, během třiceti let je zaznamenáno více než 20 bydlišť, převážně na Novém Městě. Okolo roku 1867 vyučoval na pražské Průmyslové řemeslnické škole ozdobnictví, kreslení ornamentální a kreslení vzorků.
Zemřel dne 4. června 1869 na Novém Městě v domě čp. 1325/II ve Školské ulici (tamže byl rodný dům Jaroslava Haška) na vodnatost (Wassersucht), pohřben byl na Olšanských hřbitovech.

### Rodinný život
S manželkou Josefou, rozenou Braunovou (1812–1878) měl čtyři syny – Kamila (* 1833), Františka (* 1835), Josefa (* 1847) a Jana (* 1849) a dvě dcery – Marii (* 1839) a Karolinu (* 1851). Syn Kamil byl akademický malíř, syn František sochař.
Sestra Philipine (28. prosince 1813, Praha – 30. května 1842, Karlovy Vary) byla herečka, zemřela předčasně.

## Dílo

### Obrazy a fresky
- Portréty
- Ovce na pastvě [10]
- Malby (restaurované a domalované) v budově Královské kolegiátní kapituly na Vyšehradě

### Kresby
- Svatodušní týden v Praze roku 1848, album 12 kolorovaných litografií revolučních událostí podle kreseb

Františka Roschera do litografie převedli Bedřich (Friedrich) Anděl, Jan Zachariáš Quast a František Šír, vydal František Šír v Praze. Zachycuje chronologicky revoluční události červnového týdne od 10. do 17. června 1848 v Praze. c 
- I. Prwni sraz u jenerálniho komanda w Swatodušnim ponděly w Praze 1848
- V. W Nowých alejích nedaleko Šlikowého domu: Smrt majora van der Mühlen
- VI. Barikáda u Technického ústawu
- VII. Amazonka na barikádě na malém rynečku se stala ikonickým symbolem bojů v Praze v červnu 1848. Autor někdy nebývá při reprodukování uváděn.[12]

XII. Běchowice dne 17. čerwna (Krweprolití w Běchowicích), litografoval Jan Zachariáš Quast.
- Album veřejných činitelů Rakouské říše, kolorované litografie[13]

- Sedmašedesátníci (1867) a jiné karikatury[14], jimiž přispíval do deníku Tagesbote aus Böhmen.[15]

### Litografie podle kreseb Františka Roschera

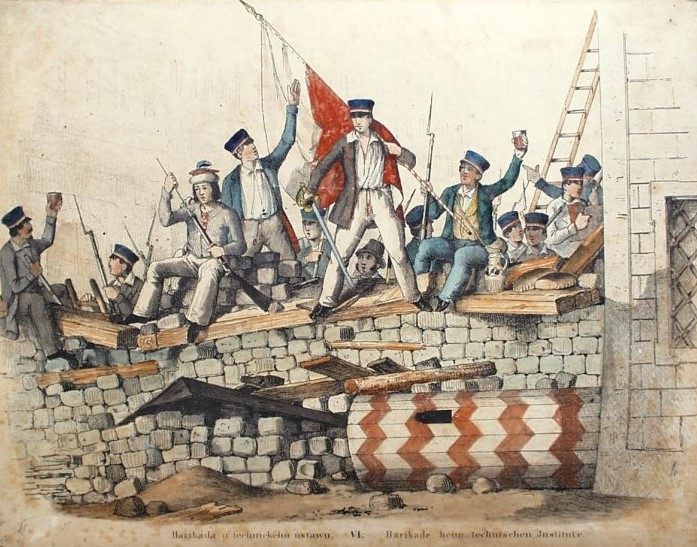
František Šír: Barikáda u technického ústavu
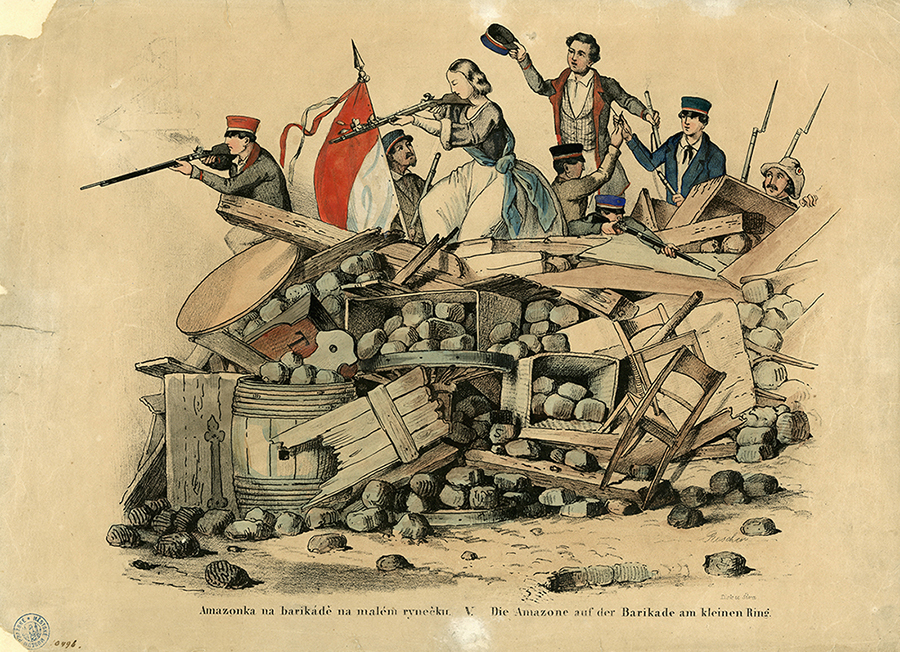
Bedřich Anděl: Amazonka na barikádě na malém rynečku
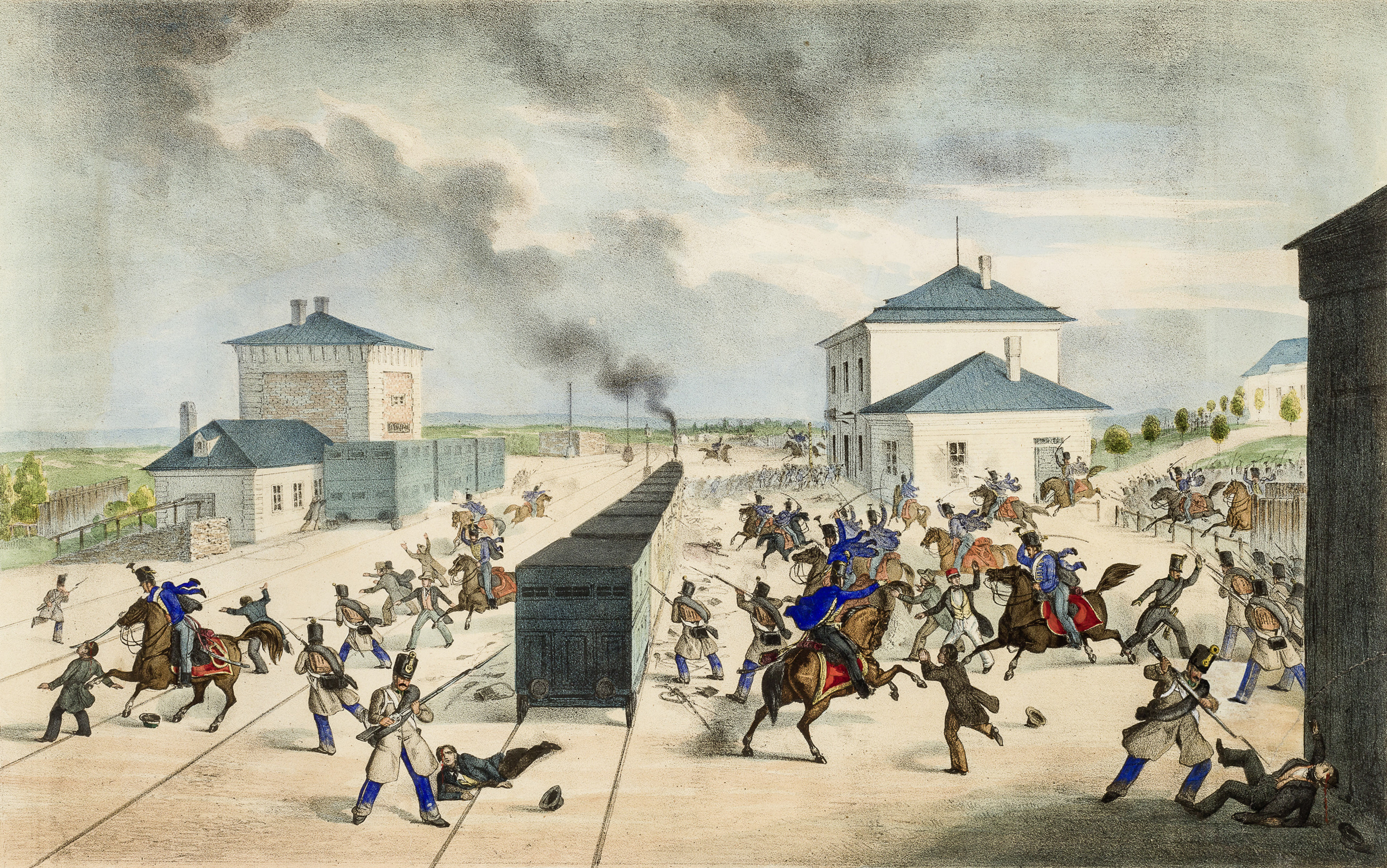
Jan Zachariáš Quast: Běchovice dne 17. června 1848

## Zastoupení ve sbírkách
- Národní galerie v Praze, grafická sbírka
- Památník národního písemnictví v Praze
- Strahovská knihovna
- Západočeské galerie.[16]
- Museum der Stadt Wien[17]

## Zajímavosti
- Vlastenecké cítění Františka Roschera dokladuje prohlášení, které s příslušníky své rodiny a dalšími osobami zadal v lednu 1861 do Národních listů. Jednalo se o případ, kdy skupina Čechů a slovanských cizinců zpívala o silvestrovské noci 1860 na ulici slovanské písně. Po zakročení policejní hlídky byl jeden muž ze společnosti poraněn, tři byli zatčeni. František Roscher se vůči této šikaně v tisku důrazně ohradil. Mezi účastníky incidentu, kteří prohlášení podepsali, byl i bohemista Jan Gebauer a chorvatský spisovatel August Šenoa.[18]
- Manželka Josefa, která přežila svého manžela o devět let a vychovala několik dětí, dožila od roku 1876 v městském chudobinci sv. Bartoloměje (ve Vyšehradské ulici, dnešní Ministerstvo spravedlnosti ČR), kde v roce 1878 zemřela.[5][19]